# Tobias Rehberger

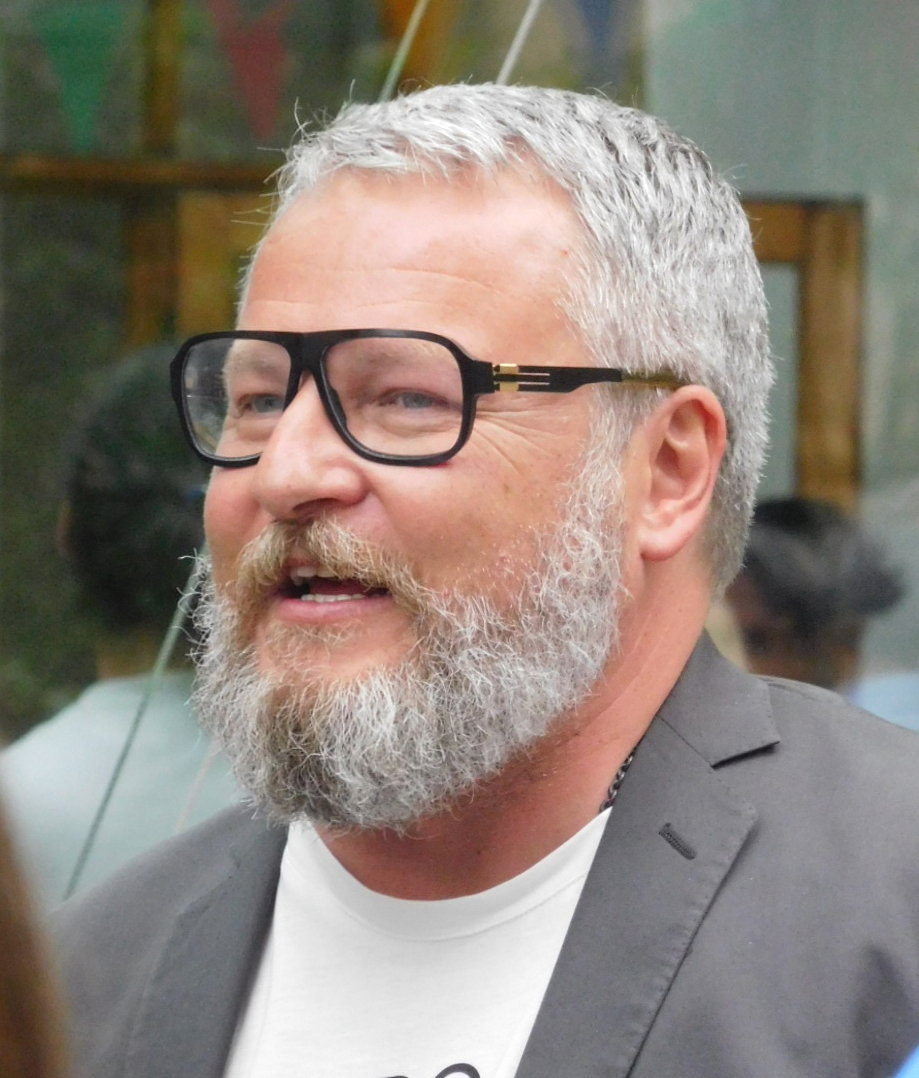
Tobias Rehberger (2017)

Tobias Rehberger (* 2. Juni 1966 in Esslingen am Neckar) ist ein deutscher Bildhauer.
Er ist Professor an der Staatlichen Hochschule für Bildende Künste – Städelschule Frankfurt am Main. Bekannt ist Rehberger vor allem für seine raumfüllenden Installationen. Rehberger lebt in Frankfurt am Main und Berlin, wobei er für seine Arbeiten Teams von bis zu 25 Assistenten beschäftigt.

## Leben und Werk

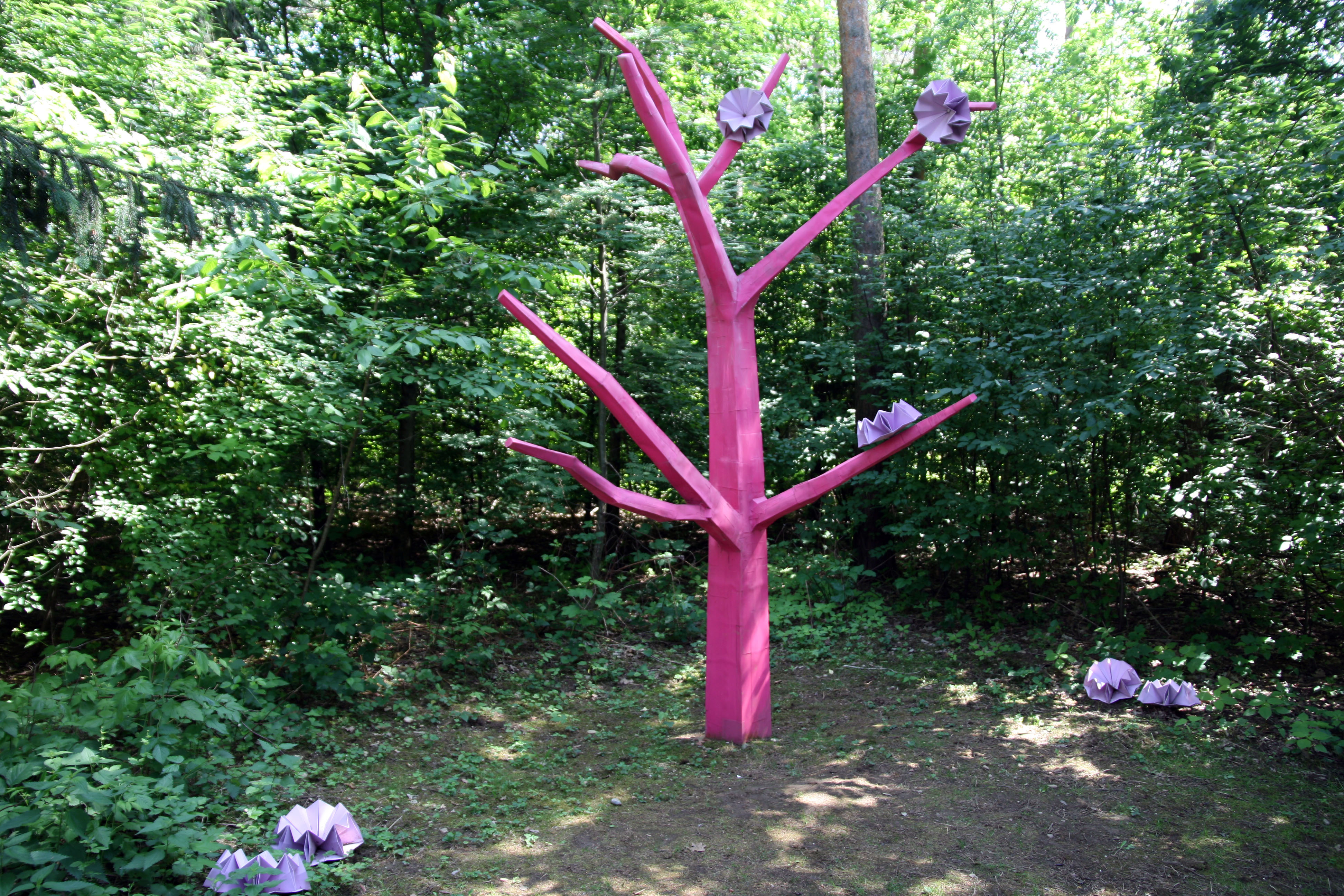
Tobias Rehberger, Asoziale Tochter, 2004, Skulptur im Österreichischen Skulpturenpark

Tobias Rehberger studierte von 1987 bis 1992 bei Thomas Bayrle und Martin Kippenberger an der Städelschule in Frankfurt am Main. Seine Werke bewegen sich frei zwischen Malerei, Bildhauerei, Design, Aktionskunst und Architektur. Er produziert minimale künstlerische Eingriffe ebenso wie raumfüllende Environments.
Bereits eine erste frühe Arbeit des Künstlers, 1990 im Bonner Kunstverein im Rahmen von „Kunststudenten stellen aus“ gezeigt, weist auf die Strategie des Künstlers hin: Der Student Rehberger sägte – in verkleinertem Maßstab – einfache, kolorierte Zeichnungen aller Fußball-Bundesligaspieler von Eintracht Frankfurt aus Sperrholz aus und präsentierte sie wandfüllend einem irritierten Publikum. Die Arbeiten knüpften an Konrad Luegs 10 Fußballer von 1964 an. Für eine öffentliche Ausstellung 1992 unter dem Titel 9 Skulpturen in der Privatwohnung des Rektors der Städelschule Kasper König baute Rehberger aus PU-Schaum, Draht, Modellbaumasse, Plakatfarbe, Wachs, Pappmaché, Holz, und Kunstharzlack  neun Großskulpturen berühmter Künstler der Kunstgeschichte in Modellgröße nach.
Tobias Rehberger praktizierte fortan eine Mixtur aus Kunst und Design. Dass er in seinem Werk Autorschaft und Originalität nur geringe Bedeutung beimisst, zeigte sich auch in einer Ausstellung 1994 unter dem Titel Rehbergerst in der Galerie Bärbel Grässlin in Frankfurt am Main. Für diese Präsentation malte und aquarellierte er – im Maßstab 1:4 vergrößert – die Bildproduktion seines als Hobbymaler tätigen Vaters nach: Motive, mit denen er in seinem Elternhaus aufgewachsen war. Nachbildungen waren, neben den Bildern, auch mehrere gezeigte Möbelstücke: ein Badezimmerschränkchen, ein Wohnzimmerboard und ein Tischchen. Im Gegensatz zu den Bildern waren diese Möbel keine genauen Reproduktionen im Maßstab 1:4, sondern sie waren von Rehberger sehr frei, jedoch in Originalgröße aus dem Gedächtnis nachgestellt worden.
Mitte der 1990er Jahre ließ Rehberger von einem österreichischen Handwerker Schränke und Regale anfertigen, die dieser streng nach Anweisung ausführte. Deren Maße und Beschaffenheit hatte Rehberger zuvor aus dem Gedächtnis telefonisch übermittelt, was zum Teil zu „eigenartigen“ Ergebnissen führte. Für die seit 1999 von Handwerkern in Thailand gefertigten Modelle von Automobilen dienten aus dem Gedächtnis gezeichnete Skizzen des Künstlers als Vorlagen.
Die bloße „Vermutung ihrer Existenz“ hatten zwei Arbeiten zum Thema: Für die Biennale in Venedig 1997 entwarf Rehberger Damen- und Herrenunterwäsche und ließ sie in verschiedenen Größen herstellen. Das Aufsichtspersonal wurde angehalten, während der Arbeitszeit diese Künstler-Unterwäsche zu tragen. Statt des erwarteten Kunstwerks wurde dies den Besuchern der Biennale in einem Text, der an der Wand angebracht war, mitgeteilt. 2001 machte er sich eine ähnliche Strategie im Westfälischen Kunstverein in Münster zunutze: Unter dem Titel Maserati Quattroporte, stellte er eine 2 × 2 × 5 Meter große, industriell lackierte Metallkiste aus. Die Frage, ob sich in der Kiste tatsächlich das sagenhafte, italienische Luxusauto im Original befand, überließ der Künstler der Vermutung des Publikums. „Sie veranlasst nicht nur zu der Überlegung, welche Bedeutung das Sehen und Erkennen durch den Betrachter für die Existenz eines Kunstwerks hat, sondern auch, wie ein Gegenstand durch die Projektionen, die an sein Äußeres gekoppelt sind, definiert wird und welche Bedeutung die Projektionen haben, wenn der Gegenstand nicht sichtbar ist?“ (Susanne Gaensheimer)
Im Rahmen des von Kasper König und Wilfried Dickhoff geleiteten Kunstprogramms in between der EXPO 2000 in Hannover entwarf Rehberger unter dem Titel Tsutsumu einen ca. 40 m langen Japanischen Garten mit Wasserspielen, Steinfeldern und Krüppelkiefern und verwandelte diese Idylle mitten im Sommer in ein Winterstilleben, in dem er sie von einer (nicht sichtbaren) Schneekanone beschneien ließ.
Im Jahre 2008 gestaltete Rehberger aus Klettband, Kabel und Leuchtmitteln die 90 cm hohe „Lampe“ Infection 3N2.
Für die von ihm entworfene und in einem Verbundmaterial ausgeführte Cafeteria im zentralen Ausstellungspalast der 53. Biennale von Venedig unter dem Titel Was du liebst, bringt dich auch zum Weinen, erhielt Rehberger am 6. Juni 2009 die Auszeichnung „Goldener Löwe“ für den besten Künstler. Das Design, das sich in Streifen- und Punkte-Mustern über den Boden, die gesamten Einrichtungsgegenstände und Lüftungsrohre hinwegzieht, hebt für den Betrachter die dreidimensionalen Raumwahrnehmung auf. „Es hat mich immer schon interessiert, wie sichtbar etwas ist. Es geht darum, dass man eine gewisse Lebensrealität herstellt und nicht nur, dass man vor einem Kunstwerk steht und es anschaut. In Venedig wollte ich ein Tarnmuster, das man eigentlich übersieht, mit einem funktionalen Ort kombinieren.“ (Tobias Rehberger) Ein von Rehberger ähnlich gestaltetes Café wurde 2009 in der Kunsthalle Baden-Baden eröffnet.
Eine weitere Innenausstattung gestaltete Rehberger 2009 für den Club Nu Soul im Ostend von Frankfurt am Main. Nach der Zwangsräumung des Clubs im März 2012 wurde die Inneneinrichtung vom Grundstückbesitzer so „pfleglich behandelt“ und stark beschädigt, dass nach Angaben des Künstlers „ein Weiterverkauf auf dem Kunstmarkt ausgeschlossen werden kann“.
Rehberger ist zudem mit einer Arbeit im Besucherrestaurant des Reichstagsgebäudes in Berlin vertreten. Im Jahre 2011 wurde im Rahmen der Ausstellung MMK 1992 - 2011. 20 Jahre Gegenwart des Museums für Moderne Kunst in Frankfurt am Main in dem temporären Ausstellungsgebäude in der früheren Hauptverwaltung der Degussa, dem Maintor, Teile seiner Kantinenausstattung für die frühere Dresdner Bank in Frankfurt am Main gezeigt. Die im Jahre 2000 geschaffenen Möbel, Lampen und Teppiche sind heute (2011) im Besitz des Museums und trugen den Titel Dubai, Mailand, Montevideo, Moskau, New York, São Paulo, Singapur und Tokio nach den Auslandsrepräsentanzen der Bank. Während der temporären Ausstellungen dienten die Möbel einem Restaurant mit dem Namen 96 Commissary, wo bis zum 9. Oktober 2011 laut Pressestimmen gute Gerichte zu zivilen Preisen in guter Qualität in Selbstbedienung verspeist werden konnten.
Seit Mai 2015 verbindet der Skulpturenweg 24 Stops mit Werken von Tobias Rehberger die Fondation Beyeler in Riehen (Kanton Basel-Stadt, Schweiz) mit dem Vitra Campus der Weiler Firma Vitra.

### „Slinky springs to fame“

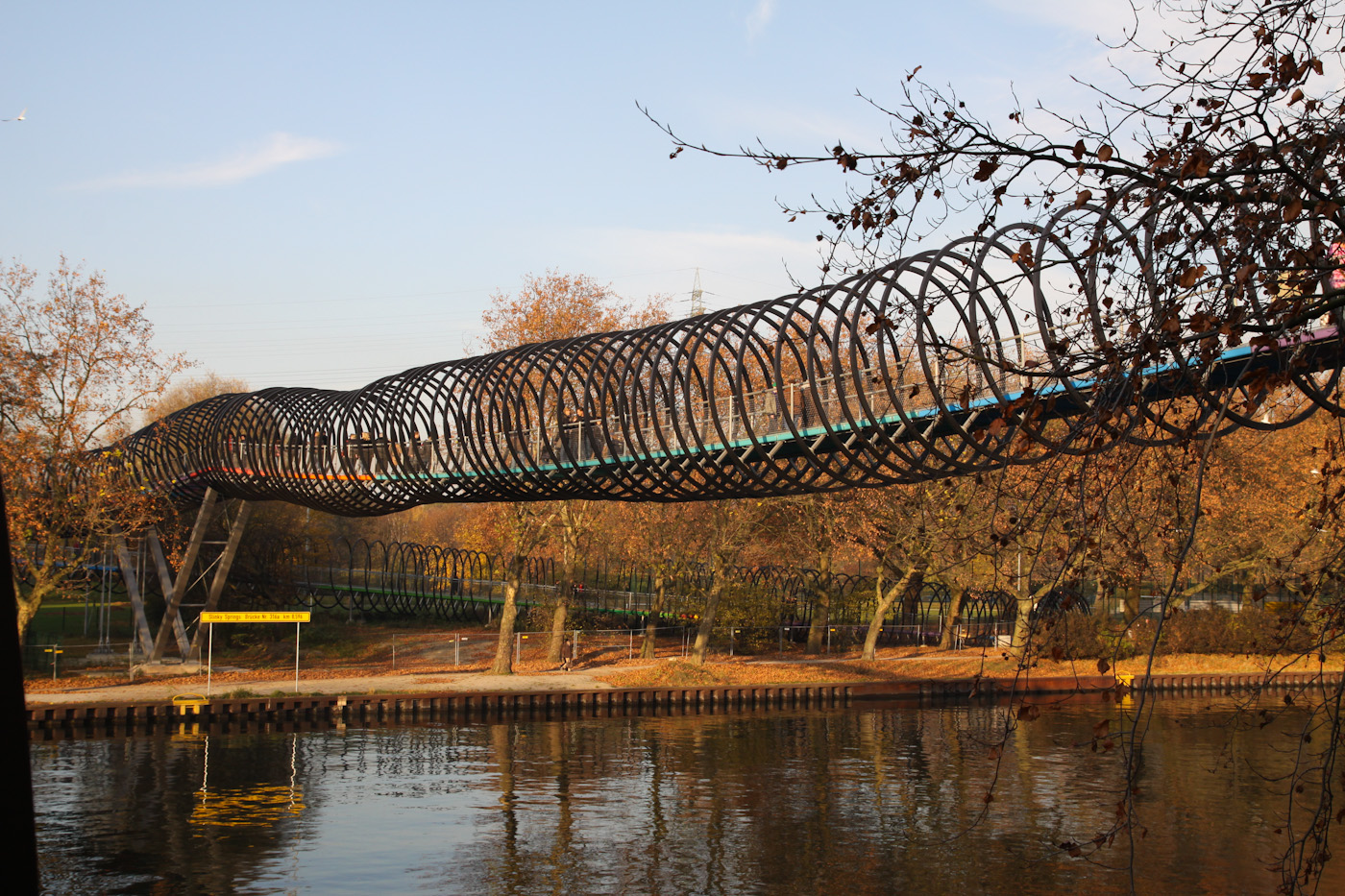
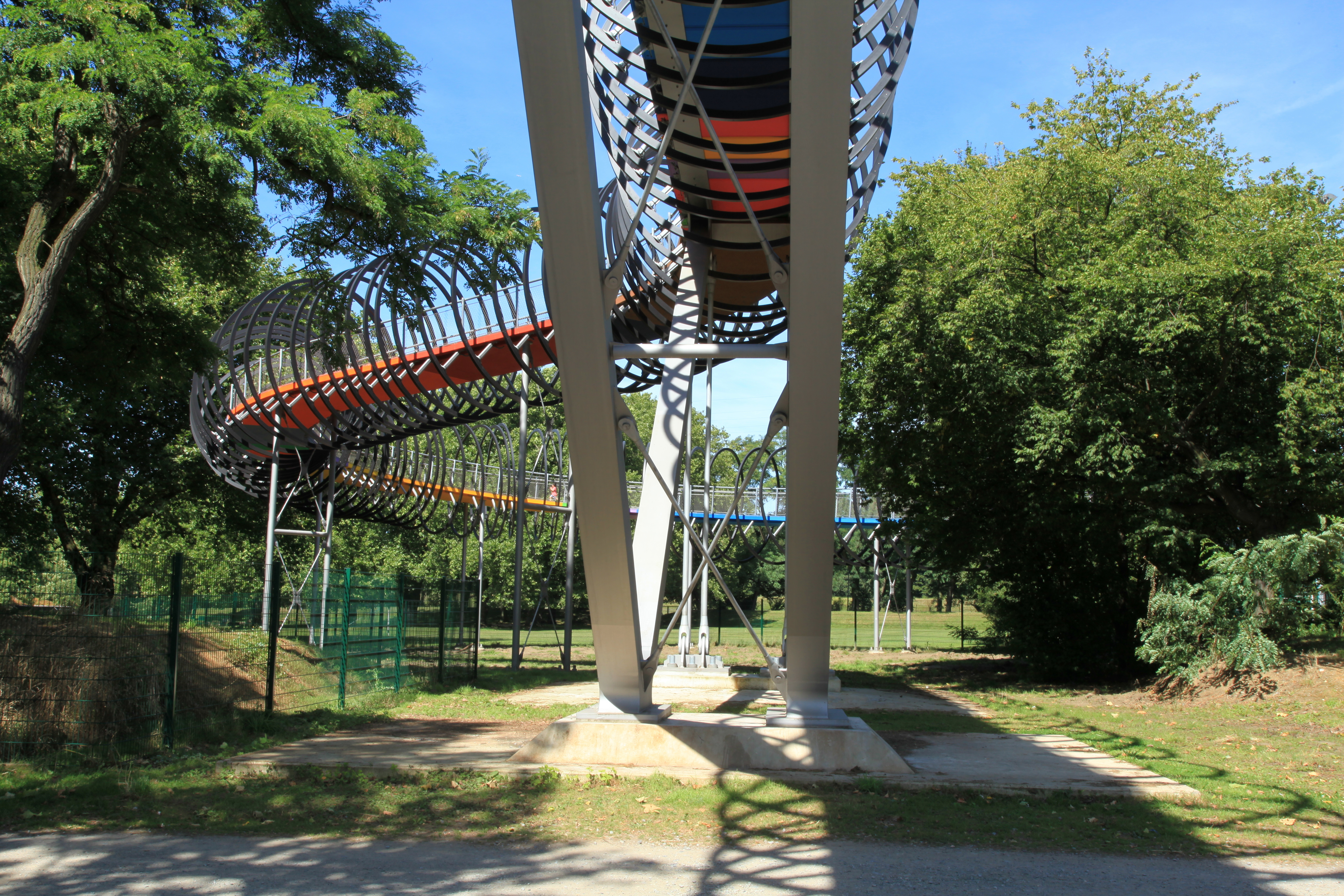
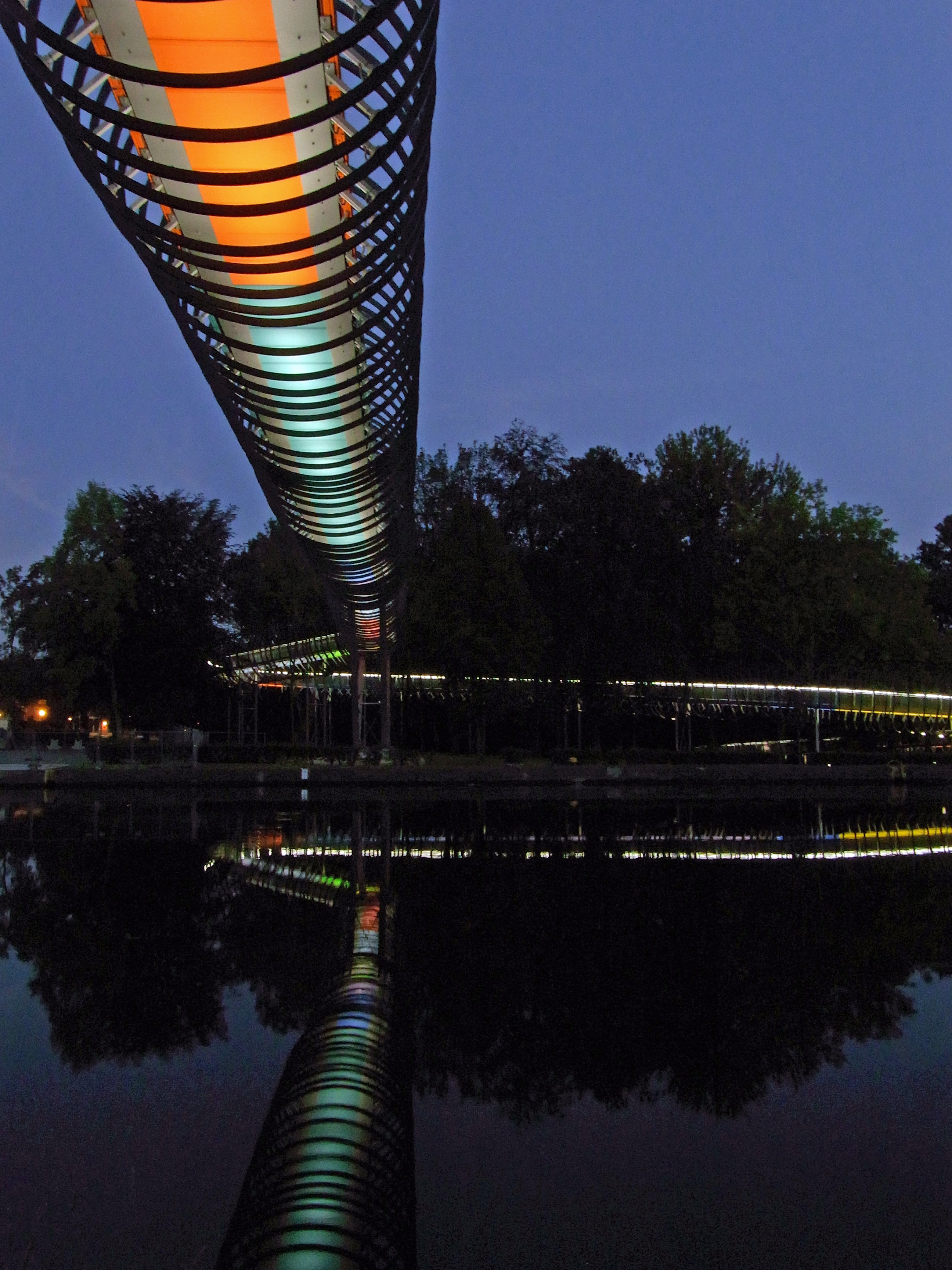
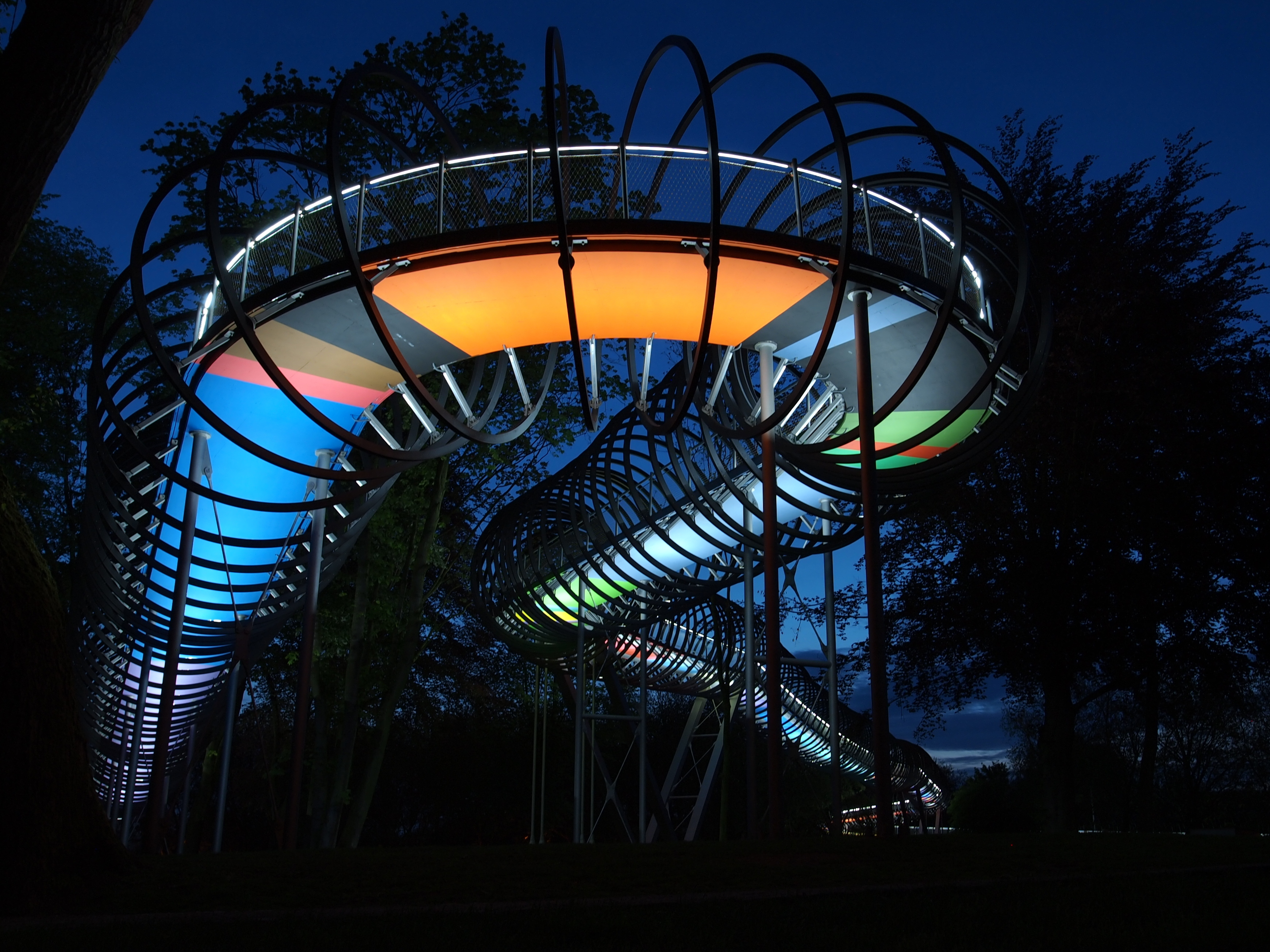

Im Sommer 2011 wurde die von Rehberger entworfene Brückenskulptur Slinky springs to fame fertiggestellt. Das insgesamt 406 Meter lange Bauwerk überquert den Rhein-Herne-Kanal in Oberhausen. Es verbindet durch eine 170 Meter lange Rampe im Kaisergarten, die Kanalquerung mit 106 Metern (davon 62 Meter frei über dem Wasser hängend) und eine abschließende 130 Meter lange Rampe auf der Emscher-Insel die beiden Freizeiteinrichtungen der Stadt. Innerhalb der zu einer Spirale gedrehten zwei Blechbänder befinden sich verschraubte Betonfertigteile in 16 verschiedenen Farbtönen, die als 2,5 m breite Lauffläche dienen und in zehn Metern Höhe den Schifffahrtskanal überqueren.

## Weitere Objekte im öffentlichen Raum
- Für die Staatsbibliothek zu Berlin schuf Rehberger insgesamt vier abstrakte Uhrenobjekte, unter anderem für den im März 2013 neu eröffneten Rara-Lesesaal.[11] Um eines dieser Objekte ist nach nur 9 Tage öffentlicher Besichtigungsmöglichkeit ein Plagiatsskandal entbrannt, da das Objekt „Uhrenwerk“ auffallend dem Kunstwerk der Arbeit „Movement of Squares“ (1961) von Bridget Riley gleicht.[12]
- Vorgarten des Städel Museums in Frankfurt am Main: Capri Moon

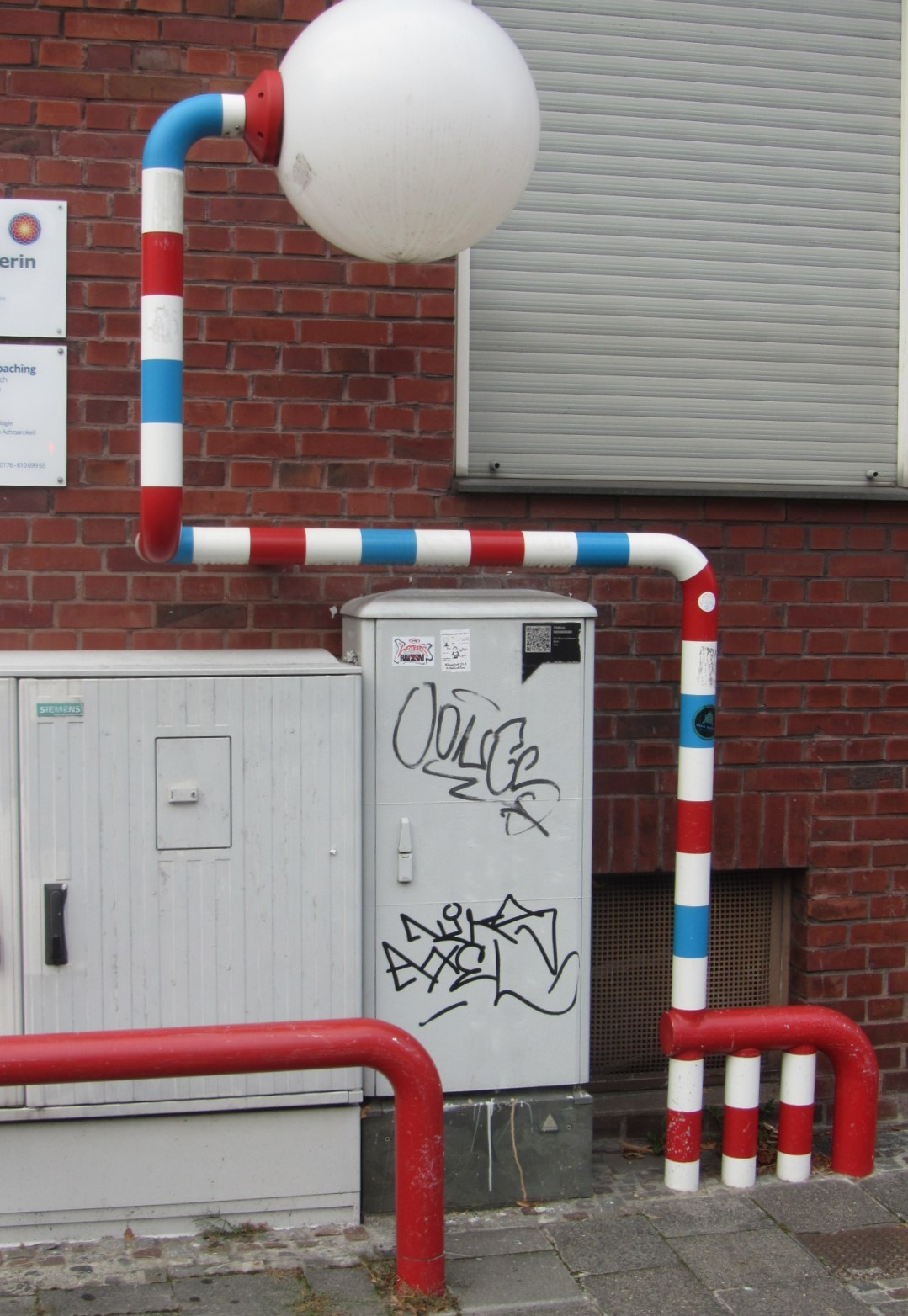
"The Moon in Alabama", Münster 2014, Station Kyoto

- The Moon in Alabama (2014): Elf Schaltkästen rund um den Bahnhof von Münster hat Tobias Rehberger in bunte Kunstobjekte verwandelt.[13][14]
- 24 Stops, zwischen der Vitra Campus und der Fondation Beyeler[15]
- Das Landschafts-Werk Something Else is Possible (deutsch „Es geht auch anders“) wurde für die Oku-Noto Triennale erschaffenen und blieb auch nach Ablauf der Ausstellung erhalten.[16]

## Zitat
„Meine künstlerische Arbeit hat auch mit Design zu tun, weil mich die Frage interessiert, was die Oberfläche eines Kunstwerks für einen Einfluß auf seine Wirkung hat.“

## Einzelausstellungen (Auswahl)
- 1992: 9 Skulpturen, Wohnung K. König, Frankfurt am Main
- 1993: Sammlung Goldberg / The Iceberg Collection, Ludwig Forum für Internationale Kunst, Aachen
- 1994: Goethe-Institut Yaoundé, Kamerun
- 1995: Cancelled projects, Museum Fridericianum, Kassel
- 1998: Kunsthalle Basel; Moderna Museet, Stockholm; Sprengel Museum, Hannover
- 1999: The Secret Bulb in Barry L., Galerie für Zeitgenössische Kunst,  Leipzig
- 2000: The Sun from Above, Museum of Contemporary Art, Chicago; Jack Lemmon’s Legs and Other Libraries, Friedrich Petzel Gallery, New York
- 2002: Night Shift, Palais de Tokyo, Paris; Geläut – bis ich’s hör’, Museum für Neue Kunst Karlsruhe
- 2003: bitte…danke, Galerie der Stadt Stuttgart; Private Matters, Whitechapel Art Gallery, London
- 2005: I die every day, 1 Cor. 15,31, Palacio de Cristal, Museo Nacional Centro de Arte Reina Sofia, Madrid
- 2007: On Otto, Fondazione Prada, Mailand
- 2008: The chicken-and-egg-no-problem wallpainting, Stedelijk Museum, Amsterdam; Die „Das-kein-Henne-Ei-Problem“-Wandmalerei, Museum Ludwig, Köln
- 2009: Was du liebst, bringt dich auch zum Weinen, Biennale di Venezia, Venedig
- 2010: flach. Plakate, Plakatkonzepte und Wandmalereien, Museum für Angewandte Kunst, Frankfurt am Main
- 2010: EMSCHERKUNST.2010 mit der begehbaren Brückenskulptur "Slinky Springs to Fame"
- 2011: Junge Mütter und andere heikle Fragen, Essl Museum – Kunst der Gegenwart, Klosterneuburg/Wien
- 2014: Tobias Rehberger. Home and Away and Outside, Schirn Frankfurt am Main (vom 21. Februar bis zum 11. Mai 2014)[18]
- 2016: Tobias Rehberger. presently, Galerie neugerriemschneider, Berlin[19]
- 2022: Tobias Rehberger: I do if I don´t, Kunstmuseum Stuttgart[20]

## Preise und Auszeichnungen
- 1999: Förderpreis des Internationalen Kunstpreises des Landes Baden-Württemberg
- 2001: Otto-Dix-Preis der Stadt Gera
- 2003: Karl-Ströher-Preis, Frankfurt am Main
- 2007: 1822-Kunstpreis
- 2009: Hans-Thoma-Preis des Landes Baden-Württemberg
- 2009: Goldener Löwe der Biennale di Venezia für Was du liebst, bringt dich auch zum Weinen[21]
- 2009: Hector-Kunstpreis der Kunsthalle Mannheim
- 2016: Goetheplakette der Stadt Frankfurt am Main[22][23]
- 2023: Verdienstorden des Landes Baden-Württemberg